# José Martínez Emperador
José Martínez Emperador (Ciudad de México, 4 de mayo de 1914-Madrid, 27 de abril de 2007) fue un abogado y político falangista español, procurador en Cortes y consejero nacional del Movimiento durante la dictadura franquista y presidente de la Diputación Provincial de Madrid y diputado durante la Transición.

## Biografía
Nacido el 4 de mayo de 1914 en México D. F., se licenció en derecho en la Universidad de Salamanca. Fue miembro de los colegios de abogados de Madrid y Alcalá de Henares y ejerció de docente de derecho mercantil. Fue subjefe provincial del Movimiento en Madrid.
Consejero nacional del Movimiento, ostentó como tal la condición de procurador en las Cortes franquistas entre 1967 y 1977. En 1975 fue elegido para encabezar la Delegación Nacional de Acción Docente de FET y de las JONS, entidad de nueva creación. Cesó en el cargo en enero de 1976. Fue vocal del consejo de administración de DYRSA, sociedad editora de la publicación ultraderechista El Alcázar, de la junta de la Confederación Nacional de Excombatientes, y miembro e impulsor de la Unión del Pueblo Español (UDPE). En el pleno del 8 de octubre de 1976 del Consejo Nacional del Movimiento se adheriría a la posición reformista defendida entonces por Gonzalo Fernández de la Mora.
Desempeñó el cargo de presidente de la Diputación Provincial de Madrid entre el 8 de febrero de 1976 y el 25 de abril de 1977. Martínez Emperador, que se consideraba a sí mismo abiertamente falangista, defendía la idea de una «Monarquía del 18 de julio».
En 1977, en plena Transición, Martínez Emperador, que en su opinión habría «convocado primero las (elecciones) municipales y luego las legislativas», resultó elegido en cualquier caso diputado en las elecciones generales por Madrid dentro de las filas de Alianza Popular (AP), completando la legislatura constituyente. Fue uno de los 5 diputados de AP que votó en 1978 en contra del texto de la Constitución en el Congreso, pendiente de ratificación en referéndum. Se incorporó, como otros miembros de AP que rechazaron la Constitución, a la comisión coordinadora de Derecha Democrática Española (DDE).
Falleció en Madrid el 27 de abril de 2007. Fue enterrado en el cementerio de San Justo.
Fue tío de José Antonio Griñán.

## Distinciones
- Gran Cruz de la Orden del Mérito Agrícola (1970)[19]
- Gran Cruz de la Orden del Mérito Militar, con distintivo blanco (1972)[20]